# Форотоли (Пистоја)
Форотоли је насеље у Италији у округу Пистоја, региону Тоскана.
Према процени из 2011. у насељу је живело 265 становника. Насеље се налази на надморској висини од 155 м.